# Monchy-Saint-Éloi
Monchy-Saint-Éloi és un municipi francès, situat al departament de l'Oise i a la regió dels Alts de França. L'any 2007 tenia 2.005 habitants.

## Demografia

### Població
El 2007 la població de fet de Monchy-Saint-Éloi era de 2.005 persones. Hi havia 672 famílies de les quals 118 eren unipersonals (43 homes vivint sols i 75 dones vivint soles), 212 parelles sense fills, 291 parelles amb fills i 51 famílies monoparentals amb fills.
La població ha evolucionat segons el següent gràfic:
Habitants censats

### Habitatges
El 2007 hi havia 701 habitatges, 682 eren l'habitatge principal de la família, 2 eren segones residències i 17 estaven desocupats. 668 eren cases i 29 eren apartaments. Dels 682 habitatges principals, 615 estaven ocupats pels seus propietaris, 55 estaven llogats i ocupats pels llogaters i 12 estaven cedits a títol gratuït; 4 tenien una cambra, 21 en tenien dues, 74 en tenien tres, 205 en tenien quatre i 379 en tenien cinc o més. 553 habitatges disposaven pel capbaix d'una plaça de pàrquing. A 299 habitatges hi havia un automòbil i a 332 n'hi havia dos o més.

### Piràmide de població
La piràmide de població per edats i sexe el 2009 era:
| Homes | Edats   | Dones |
| ----- | ------- | ----- |
| 0     | 95 o +  | 0     |
| 0     | 90 a 94 | 16    |
| 4     | 85 a 89 | 12    |
| 8     | 80 a 84 | 8     |
| 12    | 75 a 79 | 8     |
| 28    | 70 a 74 | 32    |
| 28    | 65 a 69 | 40    |
| 36    | 60 a 64 | 56    |
| 44    | 55 a 59 | 32    |
| 40    | 50 a 54 | 44    |
| 104   | 45 a 49 | 88    |
| 104   | 40 a 44 | 112   |
| 72    | 35 a 39 | 116   |
| 68    | 30 a 34 | 56    |
| 12    | 25 a 29 | 44    |
| 76    | 20 a 24 | 36    |
| 80    | 15 a 19 | 84    |
| 108   | 10 a 14 | 84    |
| 88    | 5 a 9   | 68    |
| 48    | 0 a 4   | 24    |

## Economia
El 2007 la població en edat de treballar era de 1.380 persones, 979 eren actives i 401 eren inactives. De les 979 persones actives 889 estaven ocupades (475 homes i 414 dones) i 90 estaven aturades (44 homes i 46 dones). De les 401 persones inactives 82 estaven jubilades, 218 estaven estudiant i 101 estaven classificades com a «altres inactius».

### Ingressos
El 2009 a Monchy-Saint-Éloi hi havia 682 unitats fiscals que integraven 2.016 persones, la mediana anual d'ingressos fiscals per persona era de 20.447 €.

### Activitats econòmiques
Dels 38 establiments que hi havia el 2007, 1 era d'una empresa alimentària, 2 d'empreses de fabricació d'altres productes industrials, 7 d'empreses de construcció, 11 d'empreses de comerç i reparació d'automòbils, 2 d'empreses de transport, 1 d'una empresa d'hostatgeria i restauració, 3 d'empreses d'informació i comunicació, 2 d'empreses immobiliàries, 3 d'empreses de serveis, 2 d'entitats de l'administració pública i 4 d'empreses classificades com a «altres activitats de serveis».
Dels 10 establiments de servei als particulars que hi havia el 2009, 2 eren paletes, 4 lampisteries, 1 empresa de construcció, 2 perruqueries i 1 saló de bellesa.
Dels 2 establiments comercials que hi havia el 2009, 1 era una botiga de menys de 120 m² i 1 una fleca.

## Equipaments sanitaris i escolars
L'únic equipament sanitari que hi havia el 2009 era una farmàcia.
El 2009 hi havia 1 escola maternal i 1 escola elemental.
Monchy-Saint-Éloi disposava d'un centre de formació no universitària superior.

## Poblacions més properes
El següent diagrama mostra les poblacions més properes.